# Myskhjortar

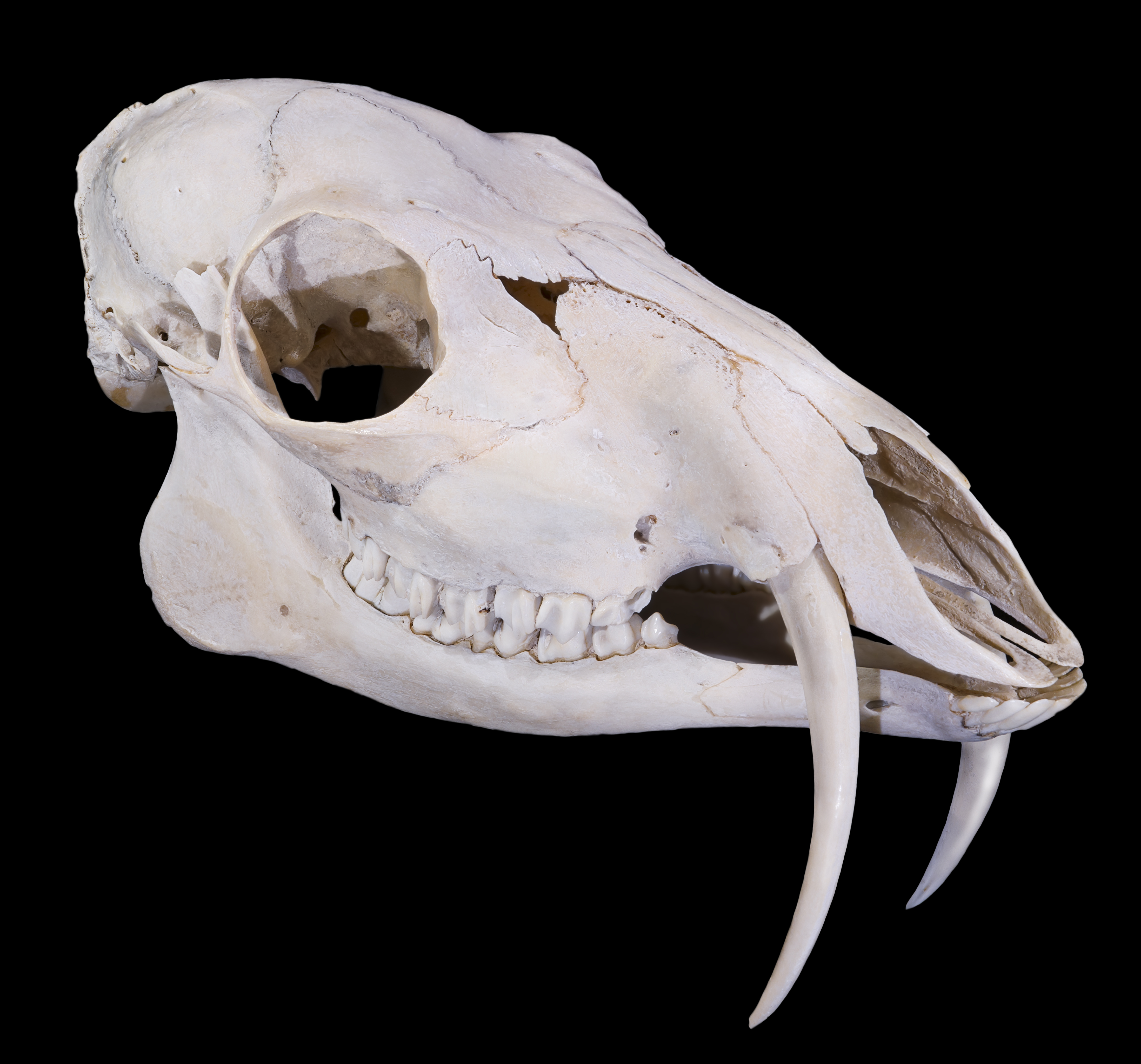
Skalle

Myskhjortar eller myskdjur (Moschidae) är en djurfamilj som tillhör ordningen partåiga hovdjur och som lever på höga berg och i mycket kalla klimat. I familjen finns bara ett släkte, Moschus.

## Kännetecken
Alla arterna är 70 till 100 cm långa (huvud och bål), har en mankhöjd av 50 till 80 cm och en vikt av 7 till 18 kg. Svanslängden är 1,6 till 6 cm. Pälsens färg är oftast brun men det finns variationer bland de olika arterna. Flera exemplar har två vita fläckar på strupen och dessutom är hakan och öronens insida vita.
Myskhjortarna är nära släkt med hjortdjuren men har många primitiva egenskaper (egenskaper som fanns hos de ursprungliga djuren i gruppen, men som nu är ovanliga) som kan tyckas egendomliga hos hovdjur. Så saknar till exempel båda könen varje antydan till hornbildning och även tårgropar och tårkörtlar på tårbenen saknas. Gallblåsa finns (den saknas hos de andra hjortarna). Storhjärnans vindlingar är små. Svansen är mycket kort och tjock. Hannen har ständigt växande, långt ur munnen utskjutande och spetsiga övre hörntänder som är ungefär 7,5 cm långa. Vidare har hannen en omkring 6 cm lång och 2 cm tjock "myskpung", som ligger i djurets buksida, omedelbart framför förhudsmynningen och som avsöndrar mysk, ett starkt doftande ämne.
Klövarna, även lättklövarna, är mycket långa och rörliga och bildar en bred trampyta som underlättar djurets vandringar på is och snö. Myskhjortarna är också mycket bra på att klättra på branta bergssidor.

## Utbredning
Myskhjortarna lever i bergstrakter. En art förekommer i Himalaya och de andra i bergsregionerna i Korea, Kina, Bhutan, norra Vietnam, Sibirien, Kazakstan och Mongoliet (till exempel i Altaj). De vistas företrädesvis i regioner 2 500 till 3 500 meter över havet. Här förekommer de i täta skogar och buskskogar.
För 14 miljoner år sedan fanns myskhjortar även i Centraleuropa. Fossil av släktet Micromeryx hittades i Tyskland.

## Levnadssätt
Utanför parningstiden lever myskhjortar ensamma. Hannarna markerar sitt revir med det doftande ämnet och strider ibland när de träffar på varandra. De använder sina förlängda hörntänder som kan åstadkomma djupa sår. Myskhjortar är aktiva under natten och äter gräs och mossa, under vintern kvistar och lav. Honorna föder ett eller sällan två ungar som vid födelsen är prickiga. Exemplar i fångenskap blev nästan 20 år gamla. Myskhjortar i norra delen av utbredningsområdet vandrar ibland 12 till 35 km oberoende av årstiden.

## Hot och skyddsåtgärder
Mysken, som utsöndras från myskkörtlarna, används i parfym, i tvål och i den traditionella kinesiska medicinen. Varje körtel ger bara 20 till 30 gram myskämne. På grund av jakt har bestånden av alla arter minskat. Därför listar IUCN nästan alla arter som starkt hotade (endangered), bara en art, sibiriskt myskdjur, listas som sårbar (vulnerable).
För att skydda beståndet har man övervägt regler om att hannarna bara ska fångas in så att man kan ta myskämnet utan att skada dem. Men denna metod är tidskrävande och används sällan. I Kina provas sedan länge att hålla myskhjortar inhägnade, men inte heller detta förfaringssätt ger önskat resultat, på grund av att dödligheten hos myskhjortar i fångenskap är hög.

## Systematik
I denna familj finns endast ett släkte, Moschus, med 7 arter:
- Moschus anhuiensis (Wang, Hu & Yan, 1982)
- Låglandsmyskdjur Moschus berezovskii (Flerov, 1929)
- Himalayamyskdjur Moschus chrysogaster (Hodgson, 1839)
- Moschus cupreus (Grubb, 1982)
- Svart myskdjur Moschus fuscus (Li, 1981)
- Moschus leucogaster (Hodgson, 1839)
- Sibiriskt myskdjur Moschus moschiferus (Linné, 1758)

Observera: Myskoxen tillhör inte denna familj.